# Anthracophyllum beccarianum
Anthracophyllum beccarianum är en svampart som beskrevs av Ces. 1879. Anthracophyllum beccarianum ingår i släktet Anthracophyllum och familjen Marasmiaceae.   Inga underarter finns listade i Catalogue of Life.